# 東湊停留場
東湊停留場（日语：／ Higashi-Minato teiryūjō */?）是一個位於日本大阪府堺市堺區春日通1丁，屬於阪堺電氣軌道阪堺線的停留場。車站編號為HN26。

### 車站構造
夾著平交道2面2線的地面車站。

## 相鄰停留場
阪堺電氣軌道
■阪堺線
御陵前（HN25）－東湊（HN26）－石津北（HN27）